# Linum campanulatum
Linum campanulatum är en linväxtart som beskrevs av Carl von Linné. Linum campanulatum ingår i släktet linsläktet, och familjen linväxter. Inga underarter finns listade i Catalogue of Life.

## Bildgalleri

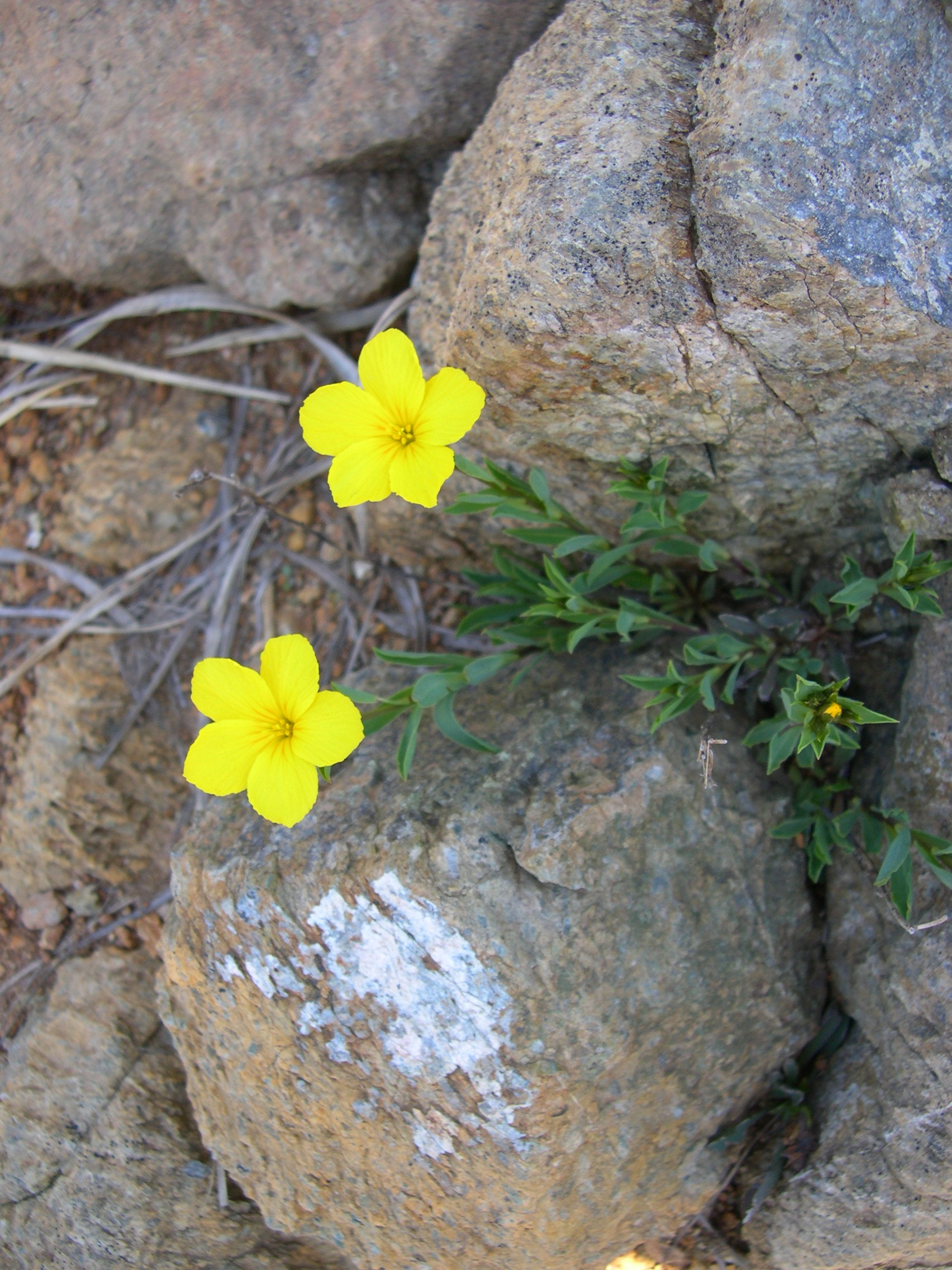
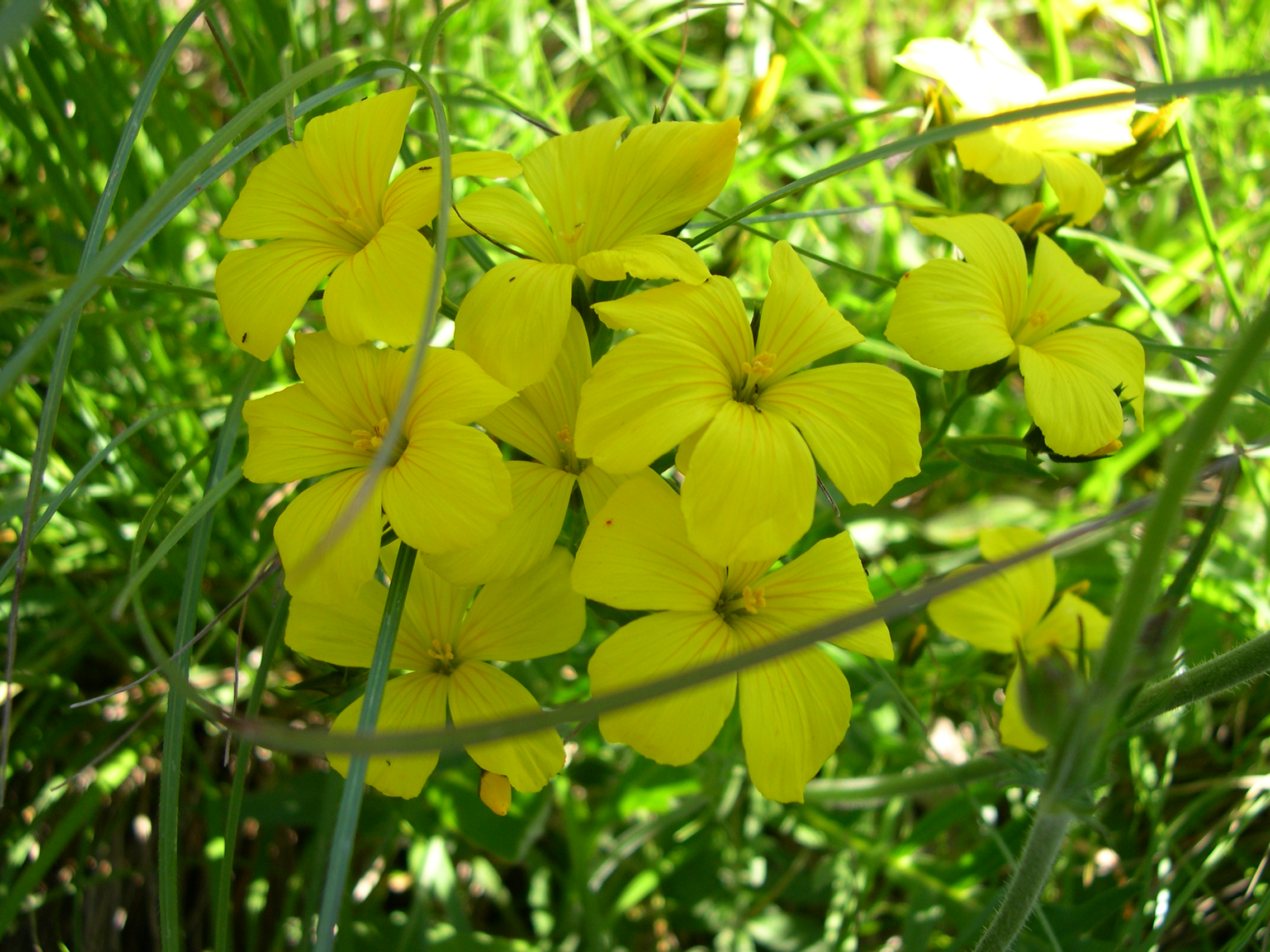
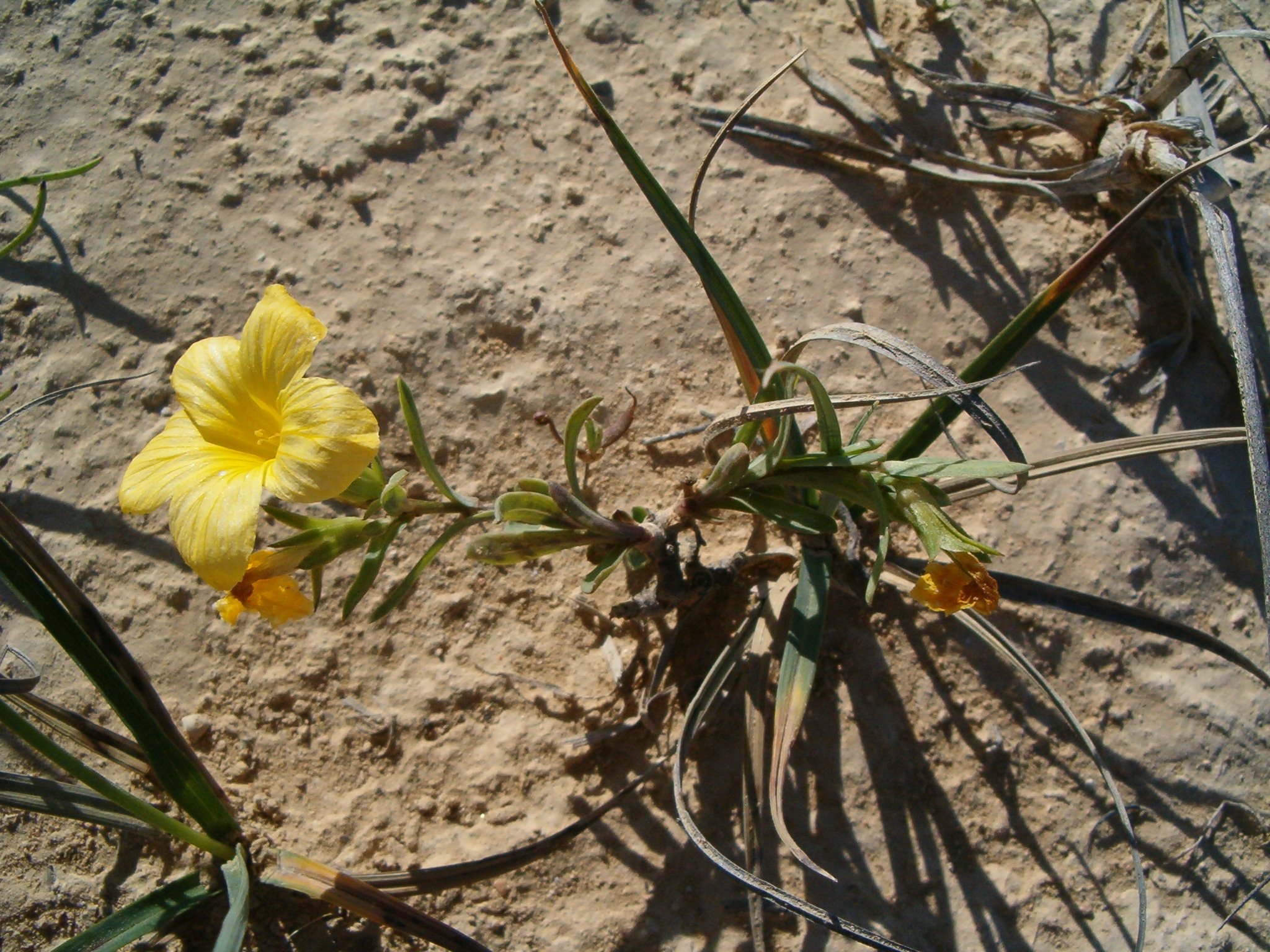
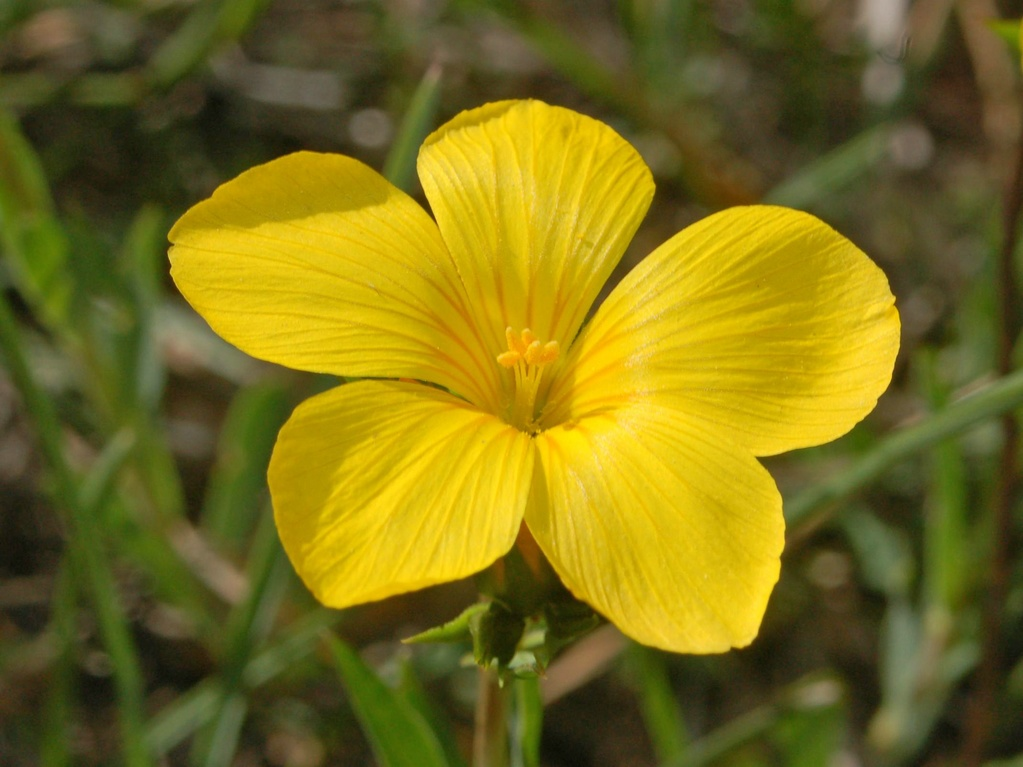
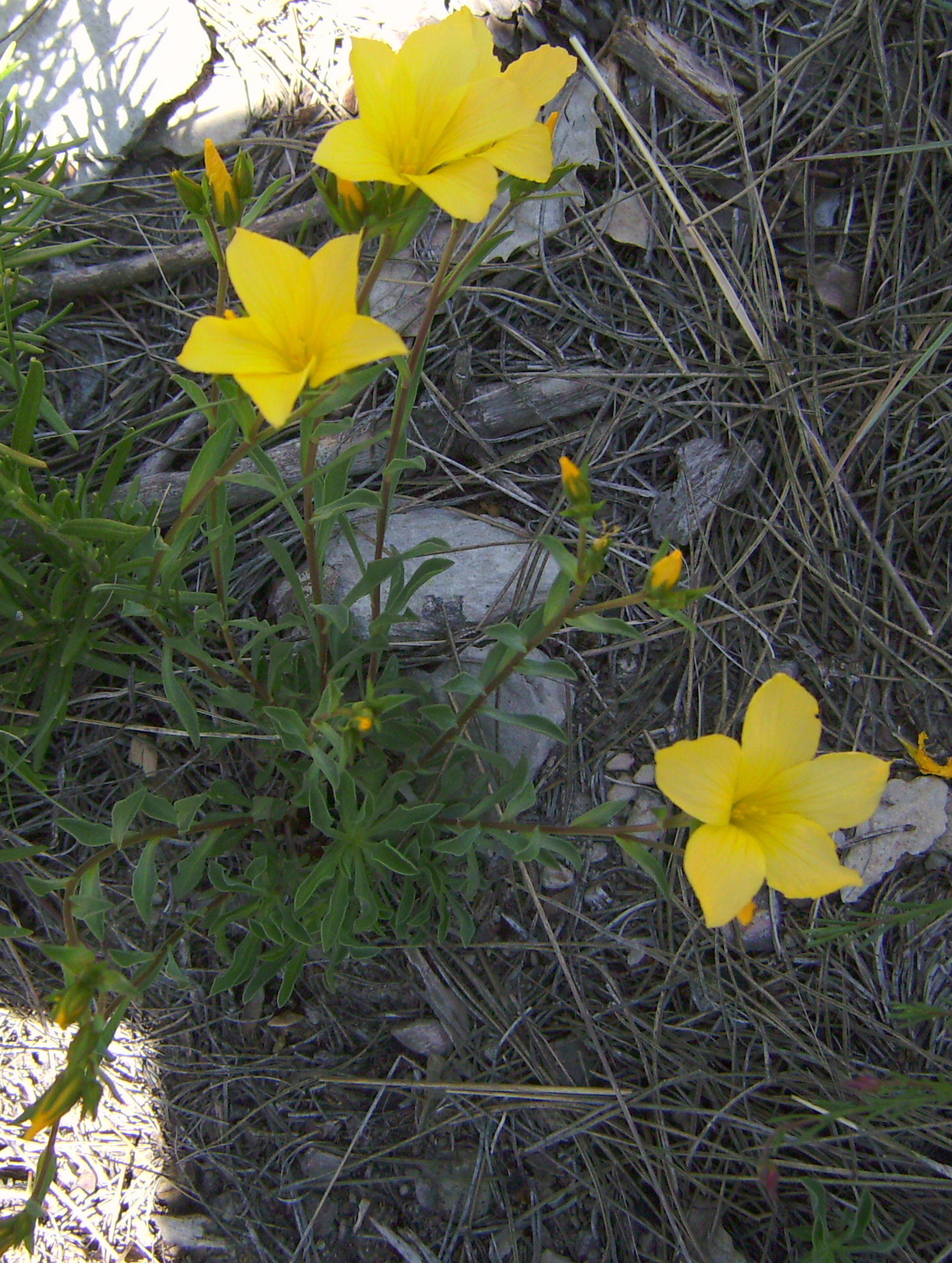